# Чехівський Микола Мусійович
Мико́ла Мусі́йович Чехі́вський (17 травня 1884, с. Гороховатка, Кагарлицький район, Київська область — 1938, Якутія) — військовий старшина Армії Української Держави, церковний діяч УАПЦ, брат Володимира Чехівського та Олекси Чуприни-Чехівського.

## Життєпис
Народився у селі Горохуватці на Київщині. Навчався в Київській духовній семінарії та в Київській духовній академії, яку закінчив 1902 з відзнакою. Професор на кафедрі церковної історії Київської духовної академії. У 1905 звільнений за «мазепинство», перебував під негласним наглядом поліції. Працював у Києві в приватних середніх школах учителем історії, пізніше — у гімназіях повітових міст Київщини.
Закінчив Чугуївське піхотне юнкерське училище (1905), вийшов підпоручиком до 166-го піхотного Рівненського полку (Київ), у складі якого брав участь у Першій світовій війні. Був двічі поранений та контужений. Нагороджений всіма орденами до Святого Володимира IV ступеня з мечами та биндою. Останнє звання у російській армії — капітан.
У 1917 р. потрапив до німецького полону, перебував у офіцерському таборі Ганноверіш-Мюнден, був одним із організаторів українського військового руху у цьому таборі. З лютого 1918 р. до 26 квітня 1918 р. — командир 4-го Українського (Синьожупанного) полку ім. гетьмана П. Дорошенка військ Центральної Ради. Під час Гетьманату П. Скоропадського — голова військово-санітарної комісії у справах військовополонених в Австро-Угорщині, підвищений до звання військового старшини.
З 15 грудня 1918 р. — комендант Києва, з 1 січня 1919 р. — за сумісництвом начальник 1-ї Синьої дивізії Дієвої армії УНР, яка мала бути сформована у Києві. З 30 січня 1919 р. — інспектор у справі формування Синьожупанних дивізій. З 7 лютого 1919 р. — військовий слідчий Південно-Західного району (згодом — Північної групи) Дієвої армії УНР. У 1919—1921 рр. — військовий представник УНР у Грузії.
У 1921 р. у Тифлісі потрапив до червоного полону, перебував у концтаборах та в'язницях, однак зміг незабаром повернутися до Києва. Співав у хорі Софійського собору. У 1921 висвячений на священика Української Автокефальної Православної церкви; служив у Святошині. Підтримував тісні стосунки з вояками інтернованої Армії УНР — неодноразово отримував нелегальну кореспонденцію з-за кордону. З 1925 — священик на Харківщині. Вперше був заарештований у 1927 р. У травні 1928 відзначений грамотою Всеукраїнської православної церковної ради як зразковий священик УАПЦ. Вдруге заарештований — 13 липня 1929 р. у справі Спілки визволення України. За справою СВУ був засуджений навесні 1930 р. до 3 років ув'язнення. Термін відбував у Ярославському ізоляторі. У 1933 р. був засуджений ще на 10 років ув'язнення. За деякими даними помер на роботах у Якутії.
Рідний брат видантного церковного діяча Володимира Чехівського та підпоручика російської армії Віктора Чехівського, який на початку Першої світової війни агітував свою роту перейти до Легіону Українських січових стрільців і був застрелений фельдфебелем.